# 大城子镇 (喀左县)
大城子镇是中国辽宁省朝阳市喀喇沁左翼蒙古族自治县下辖的一个镇。

## 行政区划
大城子镇下辖新华社区、双桥社区、建设社区、民族社区、古塔社区、昌盛社区、胜利社区、健康社区、西村、东村、北村、大五家子村、小双庙村、小城子村、小河湾村、碾子沟村、红石砬村、洞上村。